# Imperiul Austriac
Imperiul Austriac (în germană Kaiserthum Österreich) a fost o formațiune statală ce a existat în centrul Europei între 1804 și 1867, iar ca parte cisleithanică a Austro-Ungariei a existat până în 1918. Cu toate acestea, uneori, numele de "Imperiu austriac" e folosit și referitor la Monarhia Habsburgică, pentru a desemna totalitatea țărilor a căror coroană era deținută de Casa de Habsburg, respectiv de Casa de Habsburg-Lorena, între care se găseau atât țări din cadrul Sfântului Imperiu Roman (Arhiducatul Austriei, Comitatul Tirol, Ducatul Carintia, Ducatul Stiria, Ducatul Salzburg, Craina, Regatul Boemiei, Margraviatul Moraviei, Silezia austriacă, Comitatul Gorizia și orașul Triest), cât și din afara lui (Regatul Ungariei, Regatul Croației, Regatul Slavoniei, Principatul Transilvaniei (1699), Regatul Galiției și Lodomeriei (1772), Bucovina (1774), Margraviatul Istriei (1797) și Regatul Dalmației). Imperiul Austriac a fost oficial proclamat în anul 1804 pe baza țărilor coroanei familiei de Habsburg-Lorena, care deținuse prin alegere din secolul XV până la în 1806 Coroana Sfântului Imperiu Roman și prin moștenire, de la sfârșitul secolului al XVI-lea, coroana privată a lui Rudolf al II-lea care, în 1804, a devenit Coroana imperială a Austriei.

## Istoric
Imperiul Austriac a fost creat în contextul crizei seculare în care intrase Sfântul Imperiu Roman, care a fost lichidat în anul 1806 sub loviturile Franței bonapartiste, și a cunoscut ca atare două perioade:
- În 1815 devine principala putere din cadrul nou-createi Confederații Germane, deși poziția sa era puternic concurată de Regatul Prusiei. A cuprins atunci 20 de provincii de statuturi diferite (regate, principate, ducate, marchizate), dar administrativ egale. Această primă perioadă se încheie în 1866, când rivalitatea celor două mari puteri din cadrul Confederației Germane, Austria și Prusia, ajunge la declanșarea Războiului austro-prusac, câștigat de prusaci, ce a avut drept consecință destrămarea Confederației Germane și apariția Confederației Germane de Nord pe de o parte (din 1871 se va numi Imperiul German) și a Austro-Ungariei pe de altă parte; aceasta din urmă pierde în Italia posesiunile sale milaneze și venețiene (Regatul Lombardo-Venețian).
- Între 1867 și 1918 Imperiul austriac se împarte în două monarhii componente ale Austro-Ungariei: Cisleithania (de la râul Leitha pe care trecea vechiul hotar dintre Austria și Ungaria) și Transleithania; prima includea preponderent țările coroanei habsburgice din fosta Confederație Germană și din fosta Polonie, a doua preponderent domeniile coroanei regale ungare, împăratul Francisc-Iosif (1848-1916) fiind simultan monarh a două state autonome, cu capitalele la Viena și la Budapesta. Oficial, în această a treia fază, dubla-monarhie se denumea "Imperiul Austriei și Regatul Ungariei" (Kaiserreich Österreich und Königreich Ungarn), nu Imperiul Austro-Ungar, iar Francisc Iosif purta două titluri în uniune personală: împărat austriac și rege maghiar.

În anul 1910, Imperiul Austriac (redus la Cisleithania, fără Ungaria, creată la 1867), avea 300.000 km² și 28,5 milioane de locuitori (germani - 31,8%; restul: cehi - 22,6%, polonezi, ucraineni, evrei - 4,7%, sloveni, croați, italieni - 2,4%, români - 1%, țigani ș.a.). Capitala Imperiului era orașul Viena (avea 2,03 mil. locuitori în 1910). Imperiul s-a destrămat la 3 noiembrie 1918, imediat după capitularea Austro-Ungariei în Primul Război Mondial și retragerea Habsburgilor de la tronul Austro-Ungariei, deoarece naționalitățile din "dubla-monarhie" aspirau de multă vreme să fie, după caz, independente (maghiarii; cehii și slovacii împreună) sau unite cu semenii lor de peste hotarele imperiului (italienii, polonezii, ucrainenii, românii, apoi slovenii, croații și sârbii împreună). Dispariția imperiului a fost oficializată prin tratatele de la Saint-Germain și de la Trianon, cu atât mai ușor cu cât corespundea cu al 10-lea din "Cele paisprezece puncte" ale președintelui american Woodrow Wilson, bazat pe Dreptul popoarelor de a dispune de ele însele.

## Părțile componente ale Imperiului austriac

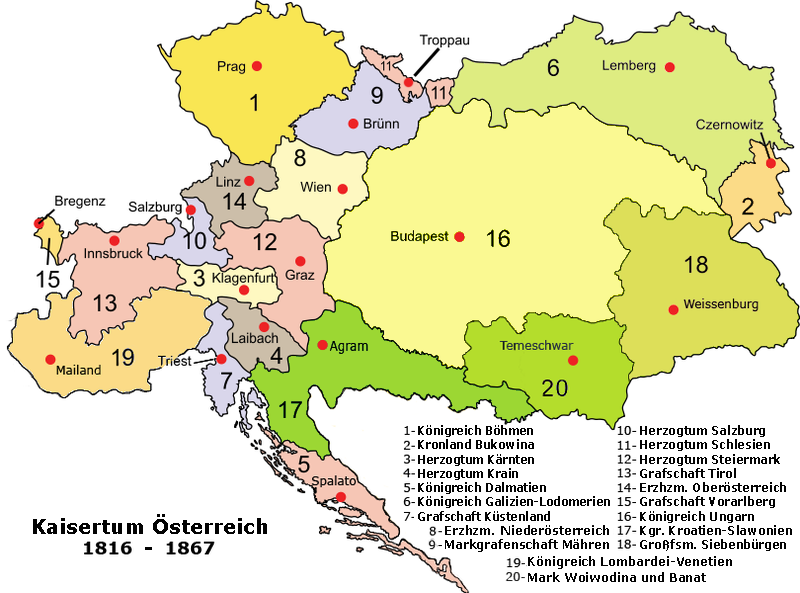
Imperiul austriac și părțile sale componente între 1816-1867.

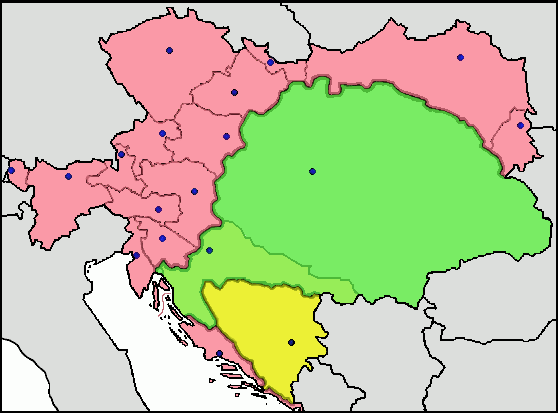
Austro-Ungaria între 1867-1918, cu partea germană (zisă Cisleithania, în roz), partea ungară (zisă Transleithania, în verde) și, după 1878, partea bosniacă (în galben).

- Regatul Boemiei (Königreich Böhmen)
- Marchizatul Moraviei (Markgrafschaft Mähren)
- Ducatul Sileziei (Herzogtum Schlesien)
- Regatul Galiției și Lodomeriei (Königreich Galizien und Lodomerien)
- Ducatul Bucovinei (Herzogtum Bukowina: Kronland)
- Regatul Ungariei (Königreich Ungarn) 1816-1867; din 1867 până în 1918, unic partener al Austriei în Dualismul austro-ungar.
- Marele Principat al Transilvaniei (Großfürstentum Siebenbürgen, integrat în 1867 Regatului ungar)
- Marca Voivodinei și Banatului (Mark Woiwodina und Banat, integrată în 1867 Regatului ungar)
- Regatul Croației și Slavoniei (Königreich Kroatien und Slawonien, integrat în 1867 Regatului ungar)
- Comitatul Voralbergului (Grafschaft Voralberg)
- Comitatul Tirolului (Grafschaft Tirol)
- Ducatul Salzburgului (Herzogtum Salzburg)
- Ducatul Stiria (Herzogtum Steiermark)
- Arhiducatul Austriei de Sus (Erzherzogtum Ober-Österreich)
- Arhiducatul Austriei de Jos (Erzherzogtum Nieder-Österreich)
- Ducatul Carintiei (Herzogtum Kärnten)
- Ducatul Carniolei (Herzogtum Krain)
- Margraviatul Istriei (Markgrafschaft Istrien, Küstenland)
- Regatul Dalmației (Königreich Dalmatien)
- Regatul Iliriei (1816–1849)
- Până în 1866, Regatul Lombardo-Venețian (Königreich Lombardei-Venetien)
- După 1908, condominium-ul Bosniei și Herțegovinei (nu a fost niciodată un Kronland; ocupat, ca provincie otomană, încă din 1878).